# Arrenga de Malabar
Myophonus horsfieldii
Espèce
Statut de conservation UICN

 LC  : Préoccupation mineure
L'Arrenga de Malabar (Myophonus horsfieldii) est une espèce d’oiseaux de la famille des Muscicapidae.

## Répartition

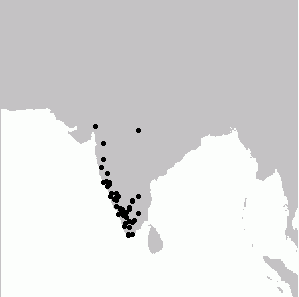
Aire de répartition

Cet oiseau est présent en Inde.

## Systématique
Les travaux phylogéniques de Sangster et al. (2010) et Zuccon & Ericson (2010) montrent que le placement traditionnel de cette espèce dans la famille des Turdidae est erroné, et qu'elle appartient en fait à la famille des Muscicapidae.
D'après le Congrès ornithologique international, c'est une espèce monotypique.